# 3783 Morris
3783 Morris eller 1986 TW1 är en asteroid i huvudbältet som upptäcktes den 7 oktober 1986 av den amerikanske astronomen Edward L.G. Bowell vid Anderson Mesa Station. Den är uppkallad efter Charles S. Morris.
Asteroiden har en diameter på ungefär 4 kilometer.